# 下山由城
下山 由城（しもやま ゆうき、1988年8月20日 - ）は、元秋田朝日放送のアナウンサーで、仙台放送 のアナウンサー。

## 来歴
埼玉県出身。出身市町村については公表メディアによって揺れがあり、川口市だとする記述がある一方でさいたま市だとする記述もある。立教大学現代心理学部映像身体学科卒業。大学在学時に、ラジオDJコンテストで優勝している。
大学を卒業後、2013年4月1日に秋田朝日放送 (AAB) に入社。コンテンツ局報道制作センターに配属され、同局のアナウンサーになる。
2017年3月31日をもって秋田朝日放送を退社し、同年4月1日に仙台放送へ移籍した。同局では報道局アナウンス部とスポーツ部に所属する。

## 人物
身長184.4センチメートル。血液型AB型。趣味はスポーツ観戦、旅行、一眼カメラ、サッカーゲーム、ラジオを聴くこと。

## 担当番組

### 秋田朝日放送
- スーパーJチャンネル トレタテ![2][4]
- AABニュース&ウェザー

### 仙台放送
- 仙台放送みんなのニュース - スポーツコーナー担当
- 仙台放送 Live News it! - スポーツコーナー担当
- スポーツ中継
- 仙台放送NEWS